# Manuel García-Pelayo
Manuel García-Pelayo Alonso (Corrales del Vino, Zamora, 23 de mayo de 1909-Caracas, Venezuela, 25 de febrero de 1991) fue un jurista político español que llegó a presidir el Tribunal Constitucional entre 1980 y 1986.

## Trayectoria personal, profesional y académica
La obra intelectual de Manuel García-Pelayo es prácticamente desconocida en España o, como poco, «su recepción en nuestro país ha sido un tanto parcial».
En la opinión pública, su figura ha quedado marcada por una polémica sentencia en la que, con su voto de calidad, se decidió la constitucionalidad del decreto-ley 2/1983 que expropió Rumasa. [cita requerida] Este hecho lo habría convertido en un jurista de partido y provocado, además, el principio del fin de la independencia del Tribunal Constitucional.[cita requerida] Sin embargo, desde 2021, Francisco Vila combate esta creencia popular.[cita requerida] En concreto, señala que «a treinta años de su fallecimiento (25 de febrero de 1991), la obra de Manuel García-Pelayo suena lejana o, simplemente, no suena, lo cual es triste, pero ilustrativo de cómo España trata a sus intelectuales. Aunque se cite en ámbitos universitarios, su nombre es más popular que académico. Y es que nuestro autor tiene la facilidad de que, con solo citar el caso Rumasa, genera odios y amores. Para unos, García-Pelayo fue, es y siempre será “un vendido”.[cita requerida] Para otros, el jurista español fue, es y será un héroe que luchó contra unos militarotes fascistas defendiendo a una república que era un paraíso de libertades, luego huyó de la España de Franco en la que era perseguido y, en los años de la transición, volvió a España como presidente del Tribunal Constitucional y contribuyó a establecer una “democracia avanzada” (preámbulo de la Constitución dixit). Cualquier parecido de ambas posturas con la realidad es pura coincidencia o, dicho con más rigor y vigor, ambas son falsas».
Siguiendo al citado autor, que trata de recuperar la obra intelectual de García-Pelayo, es posible distinguir varias fases de su vida y pensamiento. 

### Infancia y juventud (1909-1936)
Manuel García-Pelayo nació en Corrales del Vino, Zamora, el 23 de mayo de 1909.

#### Su generación
Manuel Aragón afirma que García-Pelayo era un ejemplar de «esa estirpe señera de los teóricos de la política, de la que tan pocos representantes quedan en nuestros días»
Para referirse a la generación de García-Pelayo, Jerónimo Molina Cano emplea el término de la generación o grupo del 27. Compacta promoción de juristas que se licencian y doctoran en los años finales de la Restauración y durante la Segunda República en la Universidad Central de Madrid. Allí reciben el magisterio germanófilo de Adolfo González Posada, Nicolás Pérez Serrano y José Ortega y Gasset. Muchos viven en la Residencia de Estudiantes y son becados por la Junta para la Ampliación de Estudios para realizar estancias en el extranjero. Su destino predilecto es Austria y Alemania. Parajes en los conocen in situ el pensamiento germánico de la época. Especialmente, la obra de Hermann Heller y de Carl Schmitt, «los dos juristas que mayor ascendencia ejercen sobre ellos».
La generación de García-Pelayo vio con buenos ojos la caída de Alfonso XIII y la llegada de la Segunda República. Pero el nuevo sistema, lejos de acercarlos, los alejó y politizó dividiéndolos entre partidarios del fascismo y del bolchevismo. Por esta razón, en 1936, toman parte en la guerra civil. Eso sí, tienen plena conciencia de que, bolchevique o fascista, hace falta que España se dote de un Estado que la actualice a la altura de los tiempos. El orteguiano-fascista Ramiro Ledesma Ramos atisba un «‘Estado de novedad radical’ y ‘militante’», mientras que el orteguiano-socialista Luis Araquistáin vislumbra un Estado de cuño soviético.
El añorado Estado, si bien ideológicamente diverso de los anteriores, se edificó tras el conflicto bélico, durante la dictadura del general Francisco Franco. En cuyo régimen, desde la plataforma que ofrecía el Instituto de Estudios Políticos, la mayor parte de los juristas del 27 se integraron. Es decir: «Siendo franquistas o antifranquistas, con reservas mentales o sin ellas, haciendo proselitismo del régimen o guardando un silencio sepulcral porque lo aborrecían, comprometiéndose intelectualmente o guardando voto de silencio, la mayoría de ellos se integraron en el régimen surgido de la guerra civil, no exentos de pasar por la ignominiosa y penosa “depuración” que a muchos los apartó de su puesto en un primer momento». Por todo esto, la historiadora Graciela Soriano concluye que «la historiografía española contemporánea del pensamiento debe reconocimiento a la importancia del Instituto de Estudios Políticos, donde una generación de profesores, como Luis Díez del Corral, J. A. Maravall, Carlos Ollero, F. J. Conde, Nicolás Ramiro, Gómez Arboleya, Antonio de Luna, etcétera, hizo posible la vida intelectual en aquel tiempo, en este refugio que, como ha expresado Pedro Bravo recientemente, constituía un verdadero “oasis” dentro del clima intelectual de aquellos años». Y es que estaríamos, según Jerónimo Molina, ante «una generación española sin par desde el Siglo de Oro».

#### Formación y estudios

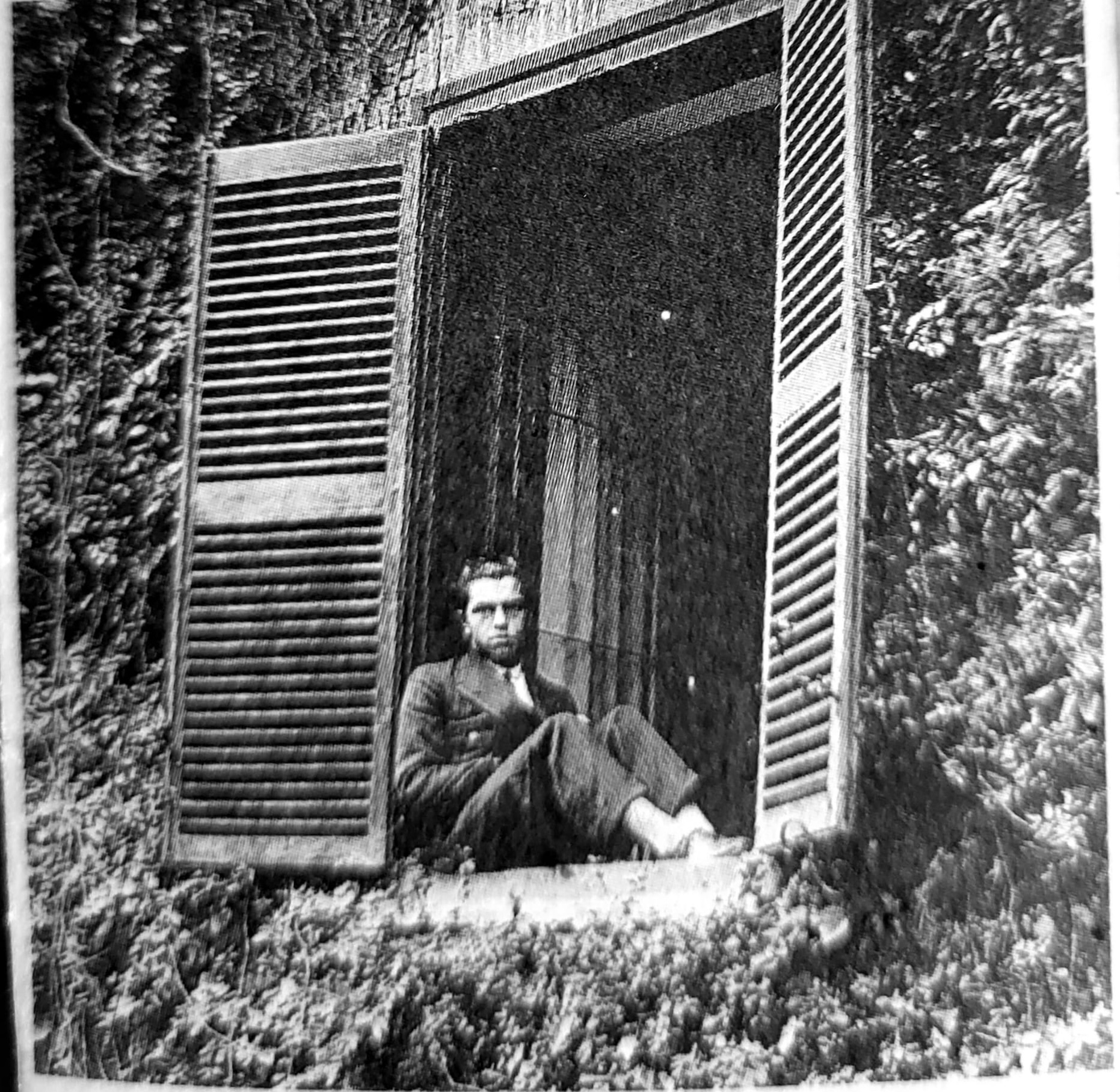
Residencia de Estudiantes (1930)

Hijo de un militar y de una ama de casa, terminado el bachillerato en Zamora en 1926, García-Pelayo se fue a Madrid a estudiar derecho porque «tiene muchas salidas».
En la capital, se instaló en la Residencia de Estudiantes. Allí vivió la caída de la monarquía de Alfonso XIII y la llegada revolucionaria, pero pacífica, de la Segunda República. Años en los que se politiza y, subsiguientemente, polariza. 
En los últimos años de la carrera, con el apoyo de Luis Recaséns Siches, centró su atención en la filosofía del derecho. Se licenció en 1933 y leyó su tesis doctoral sobre La doctrina del tiranicidio en los tratadistas españoles del siglo XVI. Fundamentos del derecho de resistencia al poder arbitrario o injusto, dirigida por Recaséns, en 1934. En su tesis doctoral, «muestra un enorme interés por los temas patrios. Preocupación que será constante en su obra, aunque con algún paréntesis desde finales de los años cuarenta. De hecho, dice que se encarga del tiranicidio porque, con la excepción de Mariana, no ha sido tratado en nuestro país».
Tras doctorarse, se fue a Viena becado por la Junta para la Ampliación de Estudios en septiembre de 1934. En la capital austríaca, contactó con discípulos de Hans Kelsen, quien se había ido a Colonia en 1930. García-Pelayo no echa en falta a Kelsen, pues «nunca fue kelseniano ni positivista». Con los años, le sorprendería «el prestigio, la dogmatización y hasta la beatería alcanzados por la teoría de Kelsen después de la Segunda Guerra Mundial».
De vuelta en España en 1935, lo nombran encargado de curso en la cátedra de filosofía del derecho de la Universidad Central. 
A inicios de 1936, García-Pelayo hace una segunda estancia en Berlín. En la capital alemana, conoce a Carl Schmitt. Contrariamente a Kelsen, «le impresiona tanto Carl Schmitt que, con los años, se autocalificará schmittiano de izquierdas». Hace suyos conceptos centrales de Schmitt «como amigo y enemigo, soberano como aquel que decide en el caso excepcional, la decisión como acto existencial y, sobre todo, la autonomía de la política respecto de otros órdenes». Según Francisco Vila, García-Pelayo «encontró en Schmitt a un autor capaz de superar el positivismo. Vio en su pensamiento una herramienta capaz de conjugar lo político y lo jurídico integrándolo en una constitución entendida como realidad viva, es decir, una constitución resultado de un proceso histórico que proyecta y articula la existencia política de un pueblo, y no una constitución entendida como mera norma jurídica».
De sus primeros años de producción académica, pueden destacarse sus reseñas y artículos en la Revista General de Legislación y Jurisprudencia y en la Revista de Derecho Público. Por ejemplo, en pleno proceso constituyente de 1931, reseñó ¿Qué es una Constitución?, de Ferdinand Lassalle, alertando a la clase política de la época de que «una constitución no puede ser nunca fruto de las ideas de un jurista; una constitución ha de tener como supuesto esencial el estar de acuerdo con las condiciones reales y objetivas del estado social sobre el cual va a ser aplicada». También es relevante su artículo, publicado en Tierra Firme en 1936, intitulado «Juan Ginés de Sepúlveda y los problemas jurídicos de la conquista de América». Texto en el que reivindica el papel de la política frente a la teología («Aristóteles quiere llevar el hombre a la naturaleza, la escolástica al cielo; el uno trabaja por el Estado, la otra por la Iglesia») y la superioridad cultural de los pueblos (cristianos) civilizados sobre los bárbaros (no cristianos).

### Guerra y posguerra (1936-1950)
Forzado por las circunstancias acaecidas el 18 de julio (golpe de Estado militar), García-Pelayo volvió de Berlín en agosto de 1936 y se alistó voluntariamente en el Ejército Republicano, mientras que su padre, un militar de infantería que había luchado en Marruecos, y su hermano tomaron parte en el Ejército Nacional. 
Manuel Aragón señala al respecto que «al margen de los problemas que había habido (el golpe de Estado de 1934, los problemas de orden público y de falta de paz social a partir de las elecciones de febrero de 1936), García-Pelayo se alistó en el bando de la república porque veía más legitimidad, a pesar de todos sus problemas, que en el levantamiento militar. Conociendo su personalidad, conociendo que era un hombre de ideas firmes, o sea, no era tibio, intuyo que esa —la mayor legitimidad del bando republicano— fue la razón de su alistamiento del lado de la república».
Primero como oficial de infantería y más tarde como oficial de Estado Mayor, García-Pelayo se involucró intensamente en las labores militares. En el verano de 1937, asumió la jefatura de Estado Mayor de la 66.ª División. A finales de 1938, era jefe de Estado Mayor de la Agrupación «Toral», durante la batalla de Valsequillo. Prueba de su notable desempeño militar fue la concesión individual de la Medalla al Valor debido a su desempeño en la batalla del Levante.
Terminada la guerra, sufrió la reclusión en campos de concentración (entre otros, el campo de Albatera) y cárceles. En noviembre de 1940, quedó en libertad condicional a espera de juicio. El consejo de guerra se celebró en marzo de 1942. Fue condenado a la pena máxima (seis años) por auxilio a la rebelión. Se libró de un nuevo ingreso en prisión gracias a un indulto concedido por el jefe de Estado a los condenados a seis años o menos.
Entre 1940 y 1948, preparó opositores al cuerpo diplomático, tradujo algunas obras y volvió a publicar artículos (por ejemplo, «Sobre la significación histórica del mercantilismo», Teoría y Hechos, n.º 7, 1944, pp. 295-301) y su primer libro (El Imperio británico, Revista de Occidente, Madrid, 1945). 
En 1948, Francisco Javier Conde fue nombrado director del Instituto de Estudios Políticos. Gracias a él, «a la insistencia de mi buen amigo Francisco Javier Conde», García-Pelayo acepta el puesto de secretario de los cursos de ciencia política y sociología del Instituto.
En esos años, García-Pelayo termina de perfilar y publica su obra más importante o, como poco, reconocida: Derecho constitucional comparado (1950). 
En Derecho constitucional comparado, libro signado por la Verfassungslehre (Teoría de la Constitución) de Carl Schmitt, García-Pelayo afirma que «es un lugar común hablar de la crisis del derecho constitucional. Pero el hecho de su vulgaridad no excluye el de su verdad». Tras la Primera Guerra Mundial, los supuestos propios del constitucionalismo decimonónico (que él denomina «racional normativo») ya no rigen. Por ello, tras una severa crítica al concepto racional normativo, que absolutiza lo normativo y reduce la vida estatal a un sistema de normas y competencias, y una menor crítica a los conceptos sociológico e histórico de constitución, García-Pelayo propone un concepto «comprensivo» de constitución. El cual, compendia Francisco Vila, «consiste en afirmar que lo jurídico está en relación dialéctica con lo sociológico, lo histórico y lo político, y, por ende, solo puede ser comprendido si se pone en conexión con ellos». Es decir, «la constitución, o sea, “la estructura jurídico-política de un Estado concreto”, ha de ponerse en relación con lo extrajurídico (lo estatal, lo político, lo social) para un recto entendimiento de la misma. Pues cuando se rebasa el papel de la mera técnica jurídica y se asciende hasta preguntarnos por los fundamentos y la esencia de la constitución, lo jurídico ha de ponerse en relación con lo extrajurídico. En punto a lo jurídico, la constitución otorga validez y unidad a las restantes normas del sistema. En lo estatal, la constitución es parte de este orden y, si bien no lo agota, sí que posibilita la unidad del poder del Estado al organizar los diferentes poderes públicos. En lo político-histórico, la constitución nos muestra cómo ha decidido organizarse un pueblo determinado (monarquía o república, Estado centralizado o descentralizado, etc.) y sus valores y principios (liberalismo, marxismo, derecho fundamental X, derecho fundamental Y, etc.). En lo sociopolítico, la constitución, al menos cuando se aprueba, refleja los poderes sociales vigentes y, además, en el transcurso de la vida constitucional, las fuerzas sociales (las existentes cuando la constitución se aprobó u otras nuevas) que llegan al poder transforman sus programas en normas jurídicas a través de los procedimientos previstos en la constitución. En definitiva, lo jurídico siempre ha de ponerse en relación con lo extrajurídico».

### Exilio voluntario en Hispanoamérica: Argentina, Puerto Rico y Venezuela (1951-1978)

#### Argentina
En 1951, «en un intento de cancelar la alienación interior que suponía sentir[se] exiliado en [su] propio país», García-Pelayo se exilió voluntariamente en Argentina.
Según Rubio Llorente y García Fernández, García-Pelayo puso tierra de por medio porque Francisco Javier Conde le habría conseguido un certificado de adhesión al régimen —conditio sine qua non para opositar a cátedras— sin que él lo solicitase. Luego, para no defraudar a sus camaradas de la guerra, debía irse de España. Por su parte, Francisco Vila considera que lo anterior es una pura invención, que forma parte del «mito García-Pelayo». A juicio de este autor, «el motivo de la marcha de García-Pelayo es que no soportaba el régimen autoritario bendecido por los curas que se había impuesto en España, de un lado, y creía que su vida académica tendría que vencer muchos obstáculos para despegar en España, de otro». Afirmación que estaría en consonancia con lo apuntado por Aragón Reyes: «Pese a que Javier Conde (a la sazón director del Instituto de Estudios Políticos y amigo, desde la juventud, de García-Pelayo) pesaba mucho entonces en las cátedras de derecho político —casi todas las presidía—, pienso que García-Pelayo entendía que su carrera universitaria nunca iba a despegar en España. Es decir, no obstante la ayuda de Conde, creía que tendría muchos problemas para desarrollar su carrera en España».
En Argentina, realizó labores jurídicas en la Compañía Argentina de Electricidad e impartió algunos cursos de derecho constitucional en la Universidad de Buenos Aires.

#### Puerto Rico
En 1954, la Universidad de Puerto Rico lo contrató como catedrático. Permaneció en la institución hasta 1958. 
En el país boricua, García-Pelayo tornó de pleno a la vida académica, pero con renovados intereses. Estudió el pensamiento mítico y el paso de la Alta a la Baja Edad Media. Fruto de estas cavilaciones son «La transfiguración del poder», Revista de Ciencias Sociales, vol. 1, n.º 2, 1957, pp. 231-254, y El reino de Dios, arquetipo político. (Estudio sobre las formas políticas de la alta Edad Media), Revista de Occidente, Madrid, 1959.
En «La trasfiguración del poder», García-Pelayo muestra crudamente que siempre unos hombres mandan sobre otros. Para ocultar este hecho vergonzante y brutal, en prácticamente todas las épocas históricas, el poder se ha transfigurado —y se continúa transfigurando— recurriendo a ficciones como el imperio de la ley (mandan las leyes, no los hombres), la soberanía del pueblo o que gobierna un dios o un semidiós. Pero lo cierto y verdad es que siempre, en todo lugar y momento histórico, se obedece a personas concretas.
En El reino de Dios, arquetipo político, García-Pelayo estudia las formas políticas de la Alta Edad Media. Relata que se trataba de una ordenación política en la que «la firme creencia en Dios y, por tanto, el obrar con arreglo a ella, era, pues, el fundamento del sistema de esta sociedad cristocéntrica». Tal sociedad tenía la misión de realizar el «reino de Dios en la tierra, a fin de restaurar el orden originario de las cosas quebrantado por el pecado». Tamaña pretensión daba lugar a que, de un lado, se sacralizase la política y, de otro lado, se politizase la imagen religiosa. Por lo que, realmente, era un sistema teopolítico. Esta forma política, según García-Pelayo, fue quebraba desde dentro por la propia Iglesia tras la querella de las investiduras. El conflicto entre el papa y el emperador tuvo como efecto postrero la diferenciación entre lo laico (secularia) y lo espiritual-religioso (spiritualia), o sea, la distinción entre el Estado y la Iglesia propia de la modernidad, que comienza a afirmarse ya en la Baja Edad Media.

#### Venezuela
En 1958, con la vuelta de la democracia a Venezuela, la Universidad Central ofreció a García-Pelayo la creación y dirección de un Instituto de Estudios Políticos. Propuesta que acepta. El Instituto empezó a funcionar en 1959 y estuvo dirigido por García-Pelayo hasta 1979, año en el que se jubiló. 
Además de propiciar un ingente número de publicaciones (Pensamiento Político; Historia de las formas políticas; Clásicos Políticos; Textos y Documentos; Información Política; Cuadernos del Instituto de Estudios Políticos; y, por último, Politeia, cuyo último número se publicó en 2016), García-Pelayo prosiguió sus estudios sobre el mito, analizó la naturaleza de la política y, en los últimos años al frente del Instituto, centró su atención en las transformaciones que la economía y la tecnología introducen en los sistema políticos contemporáneos. 
En «Idea de la política» (Revista de la Facultad de Derecho, Caracas, n.º 36, 1967, pp. 9-40), un schmittiano García-Pelayo arguye que la política es lucha. Pues «la lucha es un componente necesario de la existencia humana». La disputa política es meramente una parte de los tipos de lucha social constitutivos de la vida humana. La política es, por lo tanto, riña, combate, distinción entre amigos y enemigos en sentido público. En la era de la estatalidad, unos Estados polemizan contra otros en el ámbito internacional, mientras que, en el interior de los Estados, unos grupos (por ejemplo, partidos) pugnan contra otros. La lucha puede ser violenta (guerra) o no violenta (jurídica o propaganda). Pero el conflicto, como tal, es ineludible. Porque «es constitutivo de la existencia humana sea en su dimensión individual, sea en su dimensión social». El gran legado del Estado moderno fue desterrar la pugna existencial de su territorio. La conversión de la lucha existencial en disputa agonal (mediante reglas) es, pues, un logro estatal civilizatorio. Sin embargo, previene García-Pelayo, «la lucha política no puede ser eliminada», como lo demuestran las continuas disputas entre los diversos partidos y aun intrapartidarias (lucha de camarillas).
García-Pelayo no era demasiado amigo de la revolución científico-técnica desencadenada tras la Segunda Guerra Mundial ya que, a su entender, tal revolución introduce cambios sociales drásticos. Porque «la revolución científico-técnica no constituye simplemente un progreso técnico, sino algo completamente nuevo y cualitativamente superior a las anteriores revoluciones técnicas y que transforma radicalmente la relación del hombre con respecto al proceso de producción, a la sociedad y a la naturaleza». No obstante, tal revolución es un hecho. Por eso mismo, en «Burocracia y tecnocracia» (Politeia, n.º 2, 1973, pp. 9-89), García-Pelayo indagó cómo la técnica afecta al sistema jurídico-político estatal. Uno de los ejemplos más palpables sería la transformación de la burocracia en tecnoburocracia. Otro ejemplo sería que el Estado ya no necesita recurrir tanto a la violencia física para hacerse obedecer, pues los medios de comunicación de masas y el bienestar económico consiguen que el individuo se incorpore al sistema de un modo espontáneo. Por esto mismo, García-Pelayo concluye que el desarrollo tecnológico realiza lo que para los autores de los arcana imperii era solo un sueño, esto es, «tener a la plebe contenta et quasi fascinata».  
En 1975, García-Pelayo continuó estudiando las transformaciones estales en la era postindustrial en «El Estado social y sus implicaciones» (Cuadernos de Humanidades de la Universidad Nacional Autónoma de México, n.º 1, 1975). Texto que, dos años después, fue consignando en Las transformaciones del Estado contemporáneo. En «El Estado social y sus implicaciones», García-Pelayo defiende el Estado social como forma política concreta. Sostiene que el Estado social tiene la misión de que «los valores de libertad e igualdad [formales] proclamados» por el Estado liberal se conviertan en realidades políticas efectivas de las que toda la población se beneficie. El Estado social no anula, por tanto, al Estado liberal sino que lo perfecciona y adapta al mundo postindustrial. Meramente corrige «los efectos disfuncionales de la sociedad industrial competitiva», lo que «no es solo una exigencia ética, sino también una necesidad histórica, pues hay que optar necesariamente entre la revolución [marxista, con la consiguiente socialización de los bienes] o la reforma». De estas palabras se desprende que el Estado social no es socialista ni capitalista en sentido clásico sino neocapitalista. Doctrina económica de matriz keynesiana con la que el Estado social comparte objetivos: aumento del consumo de las masas, pleno empleo y crecimiento constante de la producción.

### Transición, establecimiento definitivo en España, primer presidente del Tribunal Constitucional y segundo exilio (1978-1991)

#### Transición
A pesar de residir fuera de España, García-Pelayo «nunca rompió con su país». Frecuentaba la España franquista una o dos veces al año. Por lo que fue testigo del desarrollo del régimen de Franco y de lo que vino tras su muerte. 
En la transición, García-Pelayo intervino, si bien desde un segundo plano, en el proceso constituyente de 1977-1978. En 1978, por encargo del grupo parlamentario de UCD en el Senado, elaboró un dictamen sobre el proyecto de Constitución aprobado por el Congreso de los Diputados.
Tras jubilarse en el Instituto de Estudios Políticos de la Universidad Central de Venezuela en 1979, los dos partidos políticos mayoritarios (UCD y PSOE) le prepusieron ser magistrado del recién creado Tribunal Constitucional. Aceptó el ofrecimiento. Fue nombrado oficialmente magistrado en febrero de 1980. Ulteriormente, sus compañeros lo encumbraron a la presidencia del Tribunal. Cargos de los que dimitió en febrero de 1986, coincidiendo con la renovación parcial del Tribunal.

#### Tribunal Constitucional: sentencias polémicas sobre Rumasa y el aborto

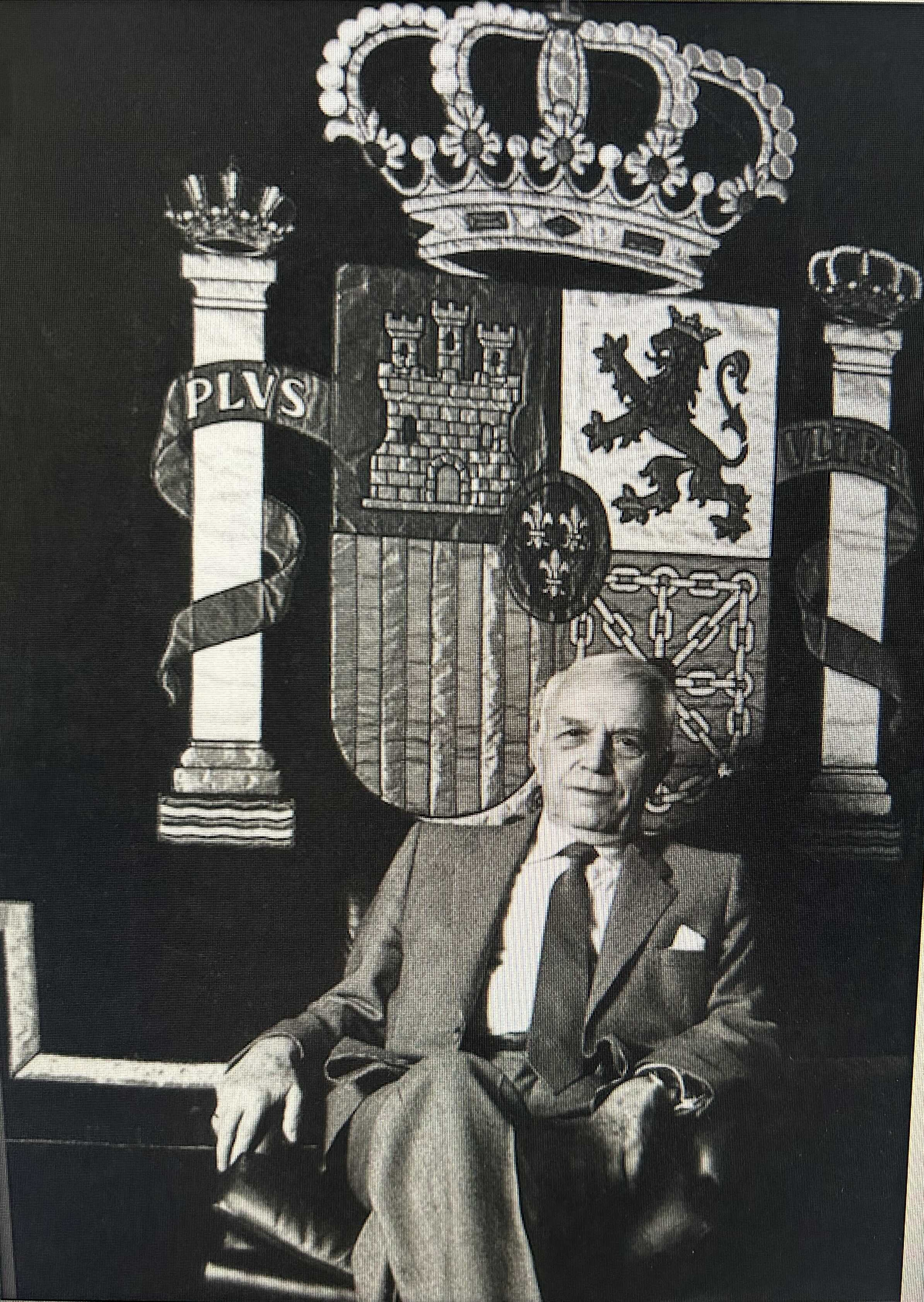
Presidente del Tribunal Constitucional

Su etapa al frente del Tribunal Constitucional estuvo marcada polémica. Aunque, según Tomás y Valiente, su figura fue «por todos respetada como superior», García-Pelayo no desplegó un papel demasiado activo en el funcionamiento del Tribunal. «Por un lado, detestaba los actos y ceremonias a los que, como presidente, debía asistir. Por otro lado, los trámites burocráticos le aburrían solemnemente». Se limitó a arbitrar las posiciones de los distintos magistrados. Lo que no fue posible con Rumasa o la ley del aborto. Supuestos que se decidieron con su voto de calidad. 
La sentencia del Tribunal Constitucional 111/1983, de 2 de diciembre, decidió la constitucionalidad del real decreto-ley 2/1983, de 23 de febrero, de expropiación, por razones de utilidad pública e interés social, de los Bancos y otras Sociedades que componen el grupo «Rumasa, S. A.». Esta sentencia y su polémico decreto tenían su origen en la victoria del PSOE en las elecciones de octubre de 1982. Tras una amplísima mayoría absoluta (202 de 350 diputados), el ministro de economía socialista Miguel Boyer defendió la necesidad de expropiar el holding más importante de España mediante un decreto-ley. Acto que se ejecutó el 23 de febrero de 1983. El real decreto-ley fue recurrido por la oposición ante el Tribunal Constitucional, que resolvió en diciembre. Este caso fue turbio porque los debates internos del Tribunal y la sentencia se filtraron a la prensa e incluso se especuló con reuniones del presidente y del vicepresidente del Tribunal (Jerónimo Arozamena) con el presidente y el vicepresidente del Gobierno (Felipe González y Alfonso Guerra) en el Palacio de la Moncloa, quienes habrían amenazado a los primeros con que una sentencia desfavorable haría caer al Ejecutivo. La polémica expropiación dividió a la opinión pública. Tanto es así que, según algunos, un García-Pelayo presionado traicionó su obra con su voto. Sin embargo, otros sostienen que «la cuestión de mayor enjundia jurídica no era tanto la expropiación de unos bancos que, sabido era, estaban quebrados, sino si el instrumento jurídico empleado (decreto-ley) era la forma jurídica adecuada para realizar una expropiación o, por el contrario, debía haberse hecho mediante ley»; y, más allá de las posibles presiones, «García-Pelayo, que nunca fue formalista, tuvo claro, desde un principio, que la actuación era constitucional». Es decir, su decisión sería plenamente coherente con sus planteamientos teóricos.
En 1985, esta vez en contra del Gobierno socialista, otro voto de calidad de García-Pelayo decidió la inconstitucionalidad de la ley del aborto de 1985. Fue otra sentencia no exenta de polémica. Especialmente, porque el vicepresidente el Gobierno amenazó públicamente al Tribunal Constitucional ante la posibilidad de una sentencia desfavorable.
Comentando ambas resoluciones, Manuel Aragón anota que Rumasa «era un asunto muy discutible jurídicamente en el que había que decantarse entre una expropiación al entramado de Ruíz Mateos y, en el otro lado de la balanza, una de las primeras decisiones importantes del primer Gobierno socialista democrático, que podía consolidar la vida constitucional española mediante la tan necesaria alternancia democrática en el ejercicio del poder. García-Pelayo nunca se hubiera dejado llevar en su voto por presiones políticas. A mi juicio, la mayoría del Tribunal se equivocó, y así lo reflejé en un artículo para El País, pero era un asunto muy discutible jurídicamente. Ante dicho caso, García-Pelayo no tenía duda del lado que debía inclinar la balanza». Y añade que el voto en la sentencia sobre el aborto «es otro voto que me resulta comprensible [porque] García-Pelayo no hablaba nunca de la guerra o, mejor dicho, casi nunca. A veces sí se refería a que toda guerra civil es una tragedia. Es lo peor que a un país le puede suceder. Las guerras con el exterior se acaban sanando, pero las guerras internas, donde la patria se divide en dos, tienen consecuencias nefastas. Para él, en todo caso, la guerra, cualquier guerra, era inseparable del horror de la muerte, del menosprecio de la vida. Por ello, ante la decisión de decidir entre la vida y la muerte, no me cabía la menor duda, a pesar de que nunca me dijo nada ni antes ni después de emitir su voto de calidad, del sentido de su voto. García-Pelayo estaba con la vida del nasciturus».

#### Segundo exilio y muerte
Tras su dimisión en febrero de 1986, más de dos años después de la polémica sentencia sobre Rumasa, se expatrió nuevamente en Caracas, donde enfermó en 1987 y murió el 25 de febrero de 1991. 

#### Última etapa de producción académica
De sus últimos años de producción académica, destacan los ensayos sobre el Tribunal Constitucional y sobre el Estado de partidos. 
En el «Discurso en el acto de inauguración del Tribunal Constitucional» (El Tribunal Constitucional Servicio Central de Publicaciones-Presidencia del Gobierno, Madrid, 1980, pp. 13-23), García-Pelayo estipula que una corte constitucional no es la única defensora de la constitución, «puesto que si esta atañe a todos, debe ser defendida por todos». Lo que diferencia a la jurisdicción constitucional del resto es que la defensa de la constitución «es su única razón de ser y de existir».
La labor de un tribunal constitucional es política. Pues decide sobre el reparto del poder. Pero solo en este sentido es política. Un tribunal constitucional debe someter la política al derecho, pero no decidir políticamente mediante la vía jurisdiccional. Por consiguiente, concluye García-Pelayo, se debe «renunciar a la tentación de hacer del tribunal un órgano político, desvirtuando su auténtica naturaleza»; hay que evitar incurrir en el gobierno de los jueces, «que es una patente y posible deformación del régimen democrático».
En El Estado de partidos (Alianza, Madrid, 1986), su último libro, García-Pelayo analiza el Estado contemporáneo desde un prisma netamente politológico. Informa al respecto que el concepto Parteienstaat (Estado de partidos) surgió en la República de Weimar. Pero esta forma estatal, que implica democracia de partidos y reconocimiento constitucional de las organizaciones partidarias, solo se consolidó tras la Segunda Guerra Mundial. 
En primer lugar, según García-Pelayo, es posible distinguir tres tipos de democracia: directa (en la que nadie media entre el pueblo y el gobernante), representativa (en la que entre el elector y el Estado media un representante, el cual, una vez designado, actúa libremente pero sus decisiones se imputan jurídicamente al elector) y de partidos. En esta última, los partidos median y mediatizan. Los partidos median entre los representantes y los representados porque recogen las propuestas de los estos últimos en sus programas. Mediatizan, porque el diputado electo debe sumisión al partido ya que fue elegido gracias a él. Por este motivo, las elecciones «adquieren un carácter plebiscitario en las que el pueblo otorga su confianza y su capacidad de decisión para una legislatura dada al partido como organización y no a las personas incluidas en las listas electorales, salvo, naturalmente, en lo que se refiere al líder o a una minoría de líderes de este o de aquel partido».
En segundo lugar, los textos constitucionales posteriores a 1945 meramente reconocieron un hecho sociológico: los partidos son el instrumento fundamental para organizar el sufragio en la era de las masas. Por ello, merecían ser reconocidos por las respectivas constituciones. Y así se fue haciendo: artículo 49 de la Constitución italiana de 1947,artículo 21 de la Constitución alemana de 1949, artículo 4 de la Constitución francesa de 1958,  6 de la Constitución española de 1978, etc.
Por último, García-Pelayo advierte que la sola presencia de los partidos de masas muta el esquema liberal de la división de poderes. Hace desaparecer la división entre Legislativo y Ejecutivo al estar ambos bajo el control del partido o coalición mayoritaria. De tal modo que las decisiones de los órganos constitucionales no son tales pues se acuerdan, casi siempre, a puerta cerrada por una pequeña camarilla en las sedes de los partidos. El Parlamento se convierte, así, «en una Cámara de registro de acuerdos tomados a su margen». Frente al poder político, constituido por el Parlamento y el Gobierno controlados por el partido mayoritario, el Poder Judicial y, en su caso, el Tribunal Constitucional emergen como poderes fiscalizadores. Conseguir su independencia y buen funcionamiento es, a juicio de García-Pelayo, lo fundamental para que el Estado de partidos opere limitada y adecuadamente

## Selección bibliográfica
- «Los conceptos jurídicos fundamentales en San Isidoro de Sevilla», Revista de Ciencias Jurídicas y Sociales, vol. XVII, n.º 66, 1934, pp. 375-397.
- «Juan Ginés de Sepúlveda y los problemas jurídicos de la conquista de América», Tierra Firme, n.º 2, 1936, pp. 227-258.
- «Sobre la significación histórica del mercantilismo», Teoría y Hechos, n.º 7, 1944, pp. 295-301.
- El Imperio británico, Revista de Occidente, Madrid, 1945.
- «La constitución estamental», Revista de Estudios Políticos, n.º 44, 1949, pp. 105-120.
- Derecho constitucional comparado, Revista de Occidente, Madrid, 1.ª ed. 1950.
- «La transfiguración del poder», Revista de Ciencias Sociales, vol. 1, n.º 2, 1957, pp. 231-254.
- «El reino feliz de los tiempos finales», Revista de Ciencias Sociales, Vol. 2, n.º 2, 1958, pp. 157-185.
- El reino de Dios, arquetipo político. (Estudio sobre las formas políticas de la alta Edad Media), Revista de Occidente, Madrid, 1959.
- «La lucha por Roma, sobre las razones de un mito político», Revista de Estudios Políticos, n.º 111, 1960, pp. 43-83.
- «La idea medieval del derecho», Revista de la Facultad de Derecho (Caracas), n.º 23, 1962, pp. 9-66.
- Mitos y símbolos políticos, Taurus, Madrid, 1964.
- «Las culturas del Libro», Revista de Occidente, n.º 24, 1965, pp. 1-17.
- «La Corona. Estudio sobre un símbolo y un concepto político», Cuadernos Hispanoamericanos, n.º 208, 1967, pp. 11-48.
- Del mito y de la razón en la historia del pensamiento político, Revista de Occidente, Madrid, 1968.
- Las formas políticas en el antiguo Oriente, Monte Ávila, Caracas, 1969.
- Burocracia y tecnocracia y otros escritos, Alianza Editorial, Madrid, 1.ª ed. 1974.
- Las transformaciones del Estado contemporáneo, Alianza, Madrid, 1.ª ed. 1977.
- «El “status” del Tribunal Constitucional», Revista Española de Derecho Constitucional, n.º 1, 1981, pp. 11-34.
- Idea de la política y otros escritos, Centro de Estudios Constitucionales, Madrid, 1983.
- Escritos políticos y sociales, Centro de Estudios Constitucionales, Madrid, 1989.
- El Estado de partidos, Alianza Editorial, Madrid, 1986.
- Obras Completas, Centro de Estudios Políticos y Constitucionales, Madrid, 2.ª ed. 2009.
- Inédito sobre la Constitución de 1978, Tecnos, Madrid, 2021.

| Predecesor: Nueva creación | Presidente del Tribunal Constitucional 1980-1986 | Sucesor: Francisco Tomás y Valiente |